# Luis Hernández (fodboldspiller)
 For alternative betydninger, se Luis Hernández. (Se også artikler, som begynder med Luis Hernández)
Luis Arturo Hernández Carreón (født 22. december 1968 i Poza Rica, Mexico) er en tidligere mexicansk fodboldspiller (angriber). Han var kendt under kælenavnet El Matador (Matadoren)
Hernández startede sin seniorkarriere i 1990, og spillede frem til år 2000 i hjemlandet, dog afbrudt af et kortvarigt lejemål til den argentinske Primera División-klub Boca Juniors. I Mexico repræsenterede han blandt andet Cruz Azul, Necaxa og Tigres UANL, og var med Necaxa med til at vinde det mexicanske mesterskab i både 1995 og 1996.
Fra 2000 til 2002 spillede Hernández i den amerikanske Major League Soccer-klub Los Angeles Galaxy. Her var han med til at vinde landets pokalturnering, US Open Cup, inden han vendte tilbage til Mexico. Her sluttede han karrieren af med at repræsentere flere forskellige klubber, og vandt blandt andet med América fra Mexico City landets mesterskab endnu en gang.
Hernández nåede over en periode på syv år at spille hele 85 kampe og score 35 mål for Mexicos landshold. Hans første landskamp var en venskabskamp 1. februar 1995 mod Uruguay, mens hans sidste optræden i landsholdstrøjen var 1/8-finalen ved VM i 2002 mod USA.
Han repræsenterede sit land ved en lang række internationale slutrunder, heriblandt VM i 1998 i Frankrig og VM i 2002 i Sydkorea/Japan. Ved 98-slutrunden scorede han fire mål og sluttede blandt turneringens topscorere. Han var også med til at vinde guld ved de nordamerikanske mesterskaber CONCACAF Gold Cup i både 1996 og 1998, samt ved Confederations Cup 1999 på hjemmebane.

## Titler
Liga MX
- 1995 og 1996 med Necaxa
- 2002 América

Copa MX
- 1995 med Necaxa

US Open Cup
- 2001 med Los Angeles Galaxy

Confederations Cup
- 1999 med Mexico

CONCACAF Gold Cup
- 1996 og 1998 med Mexico